# Bordertown (2007)
Bordertown (bra: Cidade do Silêncio; prt: Cidade sob Ameaça) é um filme estadunidense de 2007, dos gêneros drama e suspense, escrito e dirigido por Gregory Nava, e estrelado por Jennifer Lopez, Martin Sheen Maya Zapata, Sônia Braga e Antonio Banderas.

## Sinopse
Baseado numa história verídica, o filme narra a história de Lauren (Jennifer Lopez), uma jornalista norte-americana que vai ao México determinada em descobrir a verdade sobre as centenas de mortes de mulheres em Ciudad Juárez, na fronteira com os Estados Unidos. Em Juárez, ela conhece Diaz (Antonio Banderas), com quem ela tinha trabalhado seis anos antes, editor do jornal local El Sol de Juárez. A sua investigação vai levá-la a descobrir factos chocantes e colocar a sua própria vida em risco.

## Elenco
- Jennifer Lopez como Lauren Adrian
- Martin Sheen como George Morgan
- Maya Zapata como Eva Jiménez
- Sônia Braga como Teresa Casillas
- Antonio Banderas como Alfonso Díaz
- Teresa Ruiz como Cecila Rojas
- Juan Diego Botto como Marco Antonio Salamanca
- Zaide Silvia Gutierrez como Lourdes Jiménez, mãe de Eva
- Rene Rivera como Aris Rodriguez, violador
- Irineo Alvarez como Domingo Esparza, condutor e violador
- Randall Batinkoff como Frank Kozerski
- Kate del Castillo como Elena Díaz
- Juanes como Ele mesmo